# メビウス・M・メビウス
ミスター・メビウス・メビウス・メビウス（Mr. Mobius Mobius Mobius）は、マーベル・コミックから出版されるアメリカン・コミックスに登場する架空のキャラクター。
様々な時点の様々なバージョンのメビウス（および彼のクローン）が、ミスター・テッセラクト、ミスター・オロブーリウス、ミスター・パラドックスなどで、時間管理組織「時間変異取締局（TVA）」の官僚的なリーダーや中間管理職を構成している。

## 出版上の歴史
メビウス・M・メビウスは、『ファンタスティック・フォー』#353で初登場した。時間変異取締局のクローン化されたマネージャーらは、マーク・グルーンウォールド（後にはトム・デファルコ）に似ている（どちらもマーベル・コミックの古株の作家である）。最も頻繁に登場するのは、グルーンウォールドのクローンであるメビウス・M・メビウスである。

## 架空のキャラクターの経歴
メビウス・M・メビウスは、タイムキーパーらによって作られた時間変動機関（TVA）の官僚であり、中間管理職でもある。TVAの法に違反したファンタスティック・フォーを懲らしめようとした。
中間管理職として登場するミスター・テッセラクトは、メビウスの旧バージョンで、メビウスの部下としてアース616（Earth-616）の失われたデータの再構築を任されていた。
ジャスティス・マイト、ジャスティス・トゥルース、ジャスティス・リバティの3人は、ナルタイムゾーン（空時間区）内で暴れていたファンタスティック・フォーをメビウスに協力して奪還した3人の警官である。

## MCU版

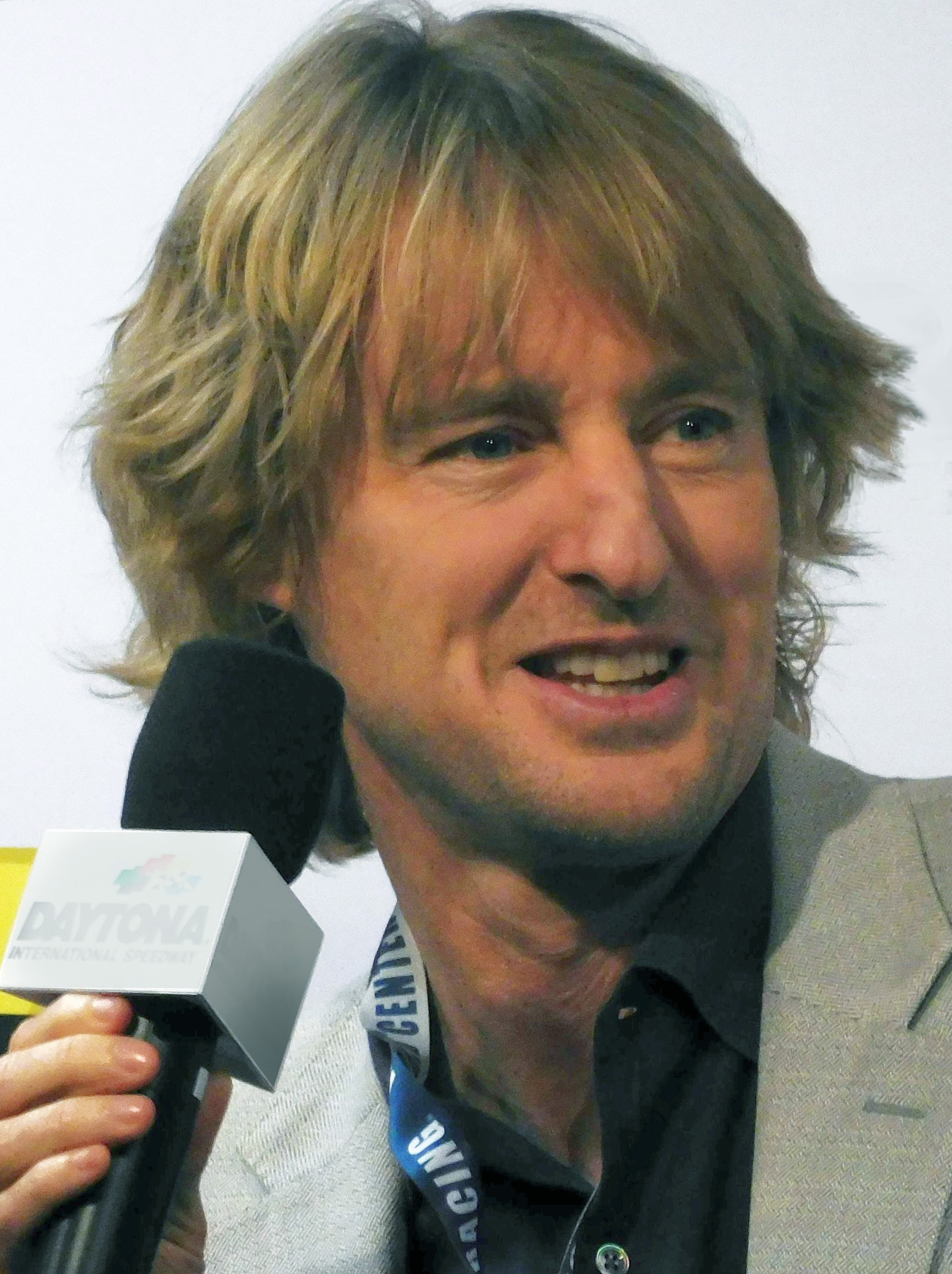
メビウスを演じるオーウェン・ウィルソン

マーベル・シネマティック・ユニバースのDisney+シリーズ『ロキ』では、オーウェン・ウィルソンが演じる。日本語吹替は志村知幸が担当する。

### キャラクター像
“TVA”の分析官を務める中年男性。TVAについては「ただ目の前のことを受け入れる」、“変異体”と識別された者の追跡・捕縛・尋問などを主任務とする自らの仕事については「自分の人生、信じる限り現実」と、それぞれ述懐しており、その謹厳ぶりを上司であるラヴォーナ・レンスレイヤーに気に入られ、彼女からは推定年齢と性別を超えた親友とも認められている。ジェットスキーに乗りたいという夢を語り、身なりも良く、事情聴取をした少年に親切に接するほどおおらかに見えるが、自分の取り調べ・監督対象となったロキが咄嗟に放った助言をすぐに嘘だと見抜いて彼の承認欲求を利用しようと探りを入れたり、ロキが彼の変異体であるシルヴィに恋愛感情を抱いたことを的中させて笑いながら「とんでもない自惚れ屋」と歯に衣着せずに言い放つなど、極めて食えないエセ紳士である。
TVAに“専門家”として参加することになったロキを裏切らないように見張って共に行動するが、協力してくれればロキが望む“タイムキーパー”との邂逅の可能性を匂わせたり、同情と任務遂行のために挽回のチャンスを与えるなど、ロキを個人的に気に入っている素振りも見せる。
なお、TVAの職員も皆変異体であるという実態から彼も変異体のひとりであることが示唆されているが、現時点でその真相は不明。

### 能力
責任感ある謹厳な分析官として一人前の実力を有し、時間軸の全言語を話すこともできる。

### ツール
TVAの一員として、“タイムパッド”や“タイムスティック”を使用する。

### 描写・活躍
『ロキ』
シーズン1
1549年のエクサンプロヴァンスで、TVAのハンターの遺体が横たわっていた教会を現場検証し、事情聴取した少年が持っていた“ドッカーンガム”を、ハンターを手にかけた犯人からもらった物と知らされて受け取り、TVA本部に帰還。ラヴォーナが執り行なう裁判の場に立ち会うと、その途中で裁かれる寸前だったロキの協力を得ることをラヴォーナに提案し、ロキの身柄を引き取った。
隙を見計らって逃げようとするロキを“タイムカラー”で観念させると取り調べに入り、本部では時間の流れが異なることを説いて、うまくいけば望むものを与えるという条件を付けながらカウセリングを開始。ロキの野望や行動原理を聞き出し、抗う姿勢を続ける彼に「“君の行動のベスト盤”」の映像に映ったロキの養母であるフリッガの最期の瞬間などを見せながら「君は王じゃない」と指摘して精神的に追い詰めた。やがてロキが自らの置かれた立場を悟って本心を吐露すると、彼の変異体の捜査協力を求めた。
それから研修を受けさせたロキと共に、ハンターB-15率いる“ミニットメン”に同行して、彼の変異体が現れた1985年のオシュコシュへ出動すると、タイムキーパーに会おうとするロキの大ぼらを見破り、一度は彼を現場に不向きと評した。しかし、ロキの変異体に接触するため、最後のチャンスとして書類調査の仕事を与え、ロキに大災害の前では何をしても“神聖時間軸”に影響を与えられないという仮説を証明されると、彼と事件簿の洗い出しで競争。目星をつけた2050年のアラバマ州へロキと共にミニットメンに同伴して、未だかつてないほど興奮しつつ変異体捕獲に乗り出すが、変異体の人質になっていたハンターC-20を発見して介抱していたうちに、目を離したロキの逃亡を許してしまった。
その後本部で、ラヴォーナにC-20の尋問をリクエストした際に彼女の訃報を聞かされるも、“ラメンティス1号星”で“分岐イベント”を起こしたロキと彼の変異体であるシルヴィの連行に成功。ロキを「“悪友”」と呼びながら、処罰として“時の牢獄”へ放り込んで懲らしめ、シルヴィを尋問したいとラヴォーナに掛け合うが、「タイムキーパーたちが見ている」という理由で拒否され、ロキの再度の尋問に入って彼とシルヴィの関係を嘲った。だが、逆にロキからもTVAの真実の一端と蔑みの言葉をぶつけられ、彼の必死に訴える姿とC-20の発言からTVAへの疑念を少なからず抱くことになった。そこでラヴォーナにC-20やシルヴィを尋問させなかったことを問いかけつつ、ラヴォーナの“タイムパッド”を自分のものと入れ替えると、C-20がロキと同様のことを証言してラヴォーナに始末された映像を目にしてロキが正しいことを確信。再び時の牢獄に閉じ込めたロキを解放し、信頼しあうことを決めるが、そこに現れたラヴォーナによって自分の夢を訴えながら剪定されてしまった。
しかし剪定先の”虚無”で、“アライオス”に追われていたシルヴィを自動車に乗せて救い、「自分が今まで善人だと思ってきた」と打ち明けながらロキや彼の複数の変異体たちと合流。TVAに反旗を翻すことを決意し、虚無の向こう側にいる黒幕に挑もうとするロキに「友」として感謝し、シルヴィから譲渡されたタイムパッドで“タイムドア”を開き、本部に帰還した。
そしてラヴォーナと対峙し、親友に剪定された悲しみや、変異体たちから自由意思を奪って虚無に追放するTVAのやり方を廃止し、2人でより良い組織をつくろうと呼びかけるが、自身の姿勢を変えようとしない彼女に聞きいられず、何処かへ去られてしまった。やがてシルヴィがTVAの黒幕であった在り続ける者を手にかけたことで発生した分岐イベントで、無数の時間軸が生まれはじめた様子をモニターでB-15と眺めながら「もう戻れないな、とわに時を」・「いつでも」と唱えていたが、本部に戻されたロキが接触してきた際には彼の話だけでなくロキ自身を認識できず、彼の素性やTVAでの役職などを問いかける。
シーズン2

### 余談
シリーズの主役であるトム・ヒドルストンは、ウィルソンにMCUの場面を説明したり見せたりして役作りを手伝い、ウィルソンはメビウスがロキにインタビューする際にそれが役に立ったと感じた。このシリーズにおけるメビウスの外見は、マーベル・コミックスの編集者であり、マーベルの「トップ・コンティニュイティ・エキスパート」であったマーク・グルーンウォールドに似せてある。